# El Carmen de Pijilí
El Carmen de Pijilí es una localidad y parroquia en el Cantón Camilo Ponce Enriquez, Provincia de Azuay, Ecuador. La parroquia tiene una superficie de 370,52 km² y según el censo ecuatoriano de 2001 tenía una población total de 4594 habitantes.
La Parroquia fue fundada el 13 de marzo de 1969 en el cantón de Santa Isabel.

## Ubicación
La Parroquia El Carmen de Pijilí está ubicada en el borde occidental de la cordillera de los Andes, en el oeste de la provincia de Azuay. El pueblo de El Carmen de Pijilí está ubicado a una altitud de 1200 m s. n. m., a 27 km al este-noreste de la capital cantonal Camilo Ponce Enríque. Hacia el noreste se levanta el alto Cerro Muyo (3710 m s. n. m.). El área se extiende en el oeste hasta las tierras bajas costeras. El río La Jagua, el río Balao Grande y el río Gala drenan el área al oeste hacia el Océano Pacífico.
La Parroquia El Carmen de Pijilí limita al norte y al este con las Parroquias Molleturo y Chaucha (ambas en el cantón de Cuenca), al sureste con la Parroquia Shaglli (Cantón de Santa Isabel), al sur con las Parroquias Pucará y Camilo Ponce Enríquez y al oeste con la Provincia del Guayas con las Parroquias Balao y Naranjal.